# 自衛隊海上輸送群
自衛隊海上輸送群（じえいたいかいじょうゆそうぐん、英語: SDF Maritime Transport Group）は、自衛隊が2025年（令和7年）3月24日に共同の部隊として新編された海上輸送部隊である。
本部隊は、海上自衛隊呉基地に100人ほどの規模で発足し、2027年（令和9年）度には数百人規模に増員するとされる。

## 概要・任務

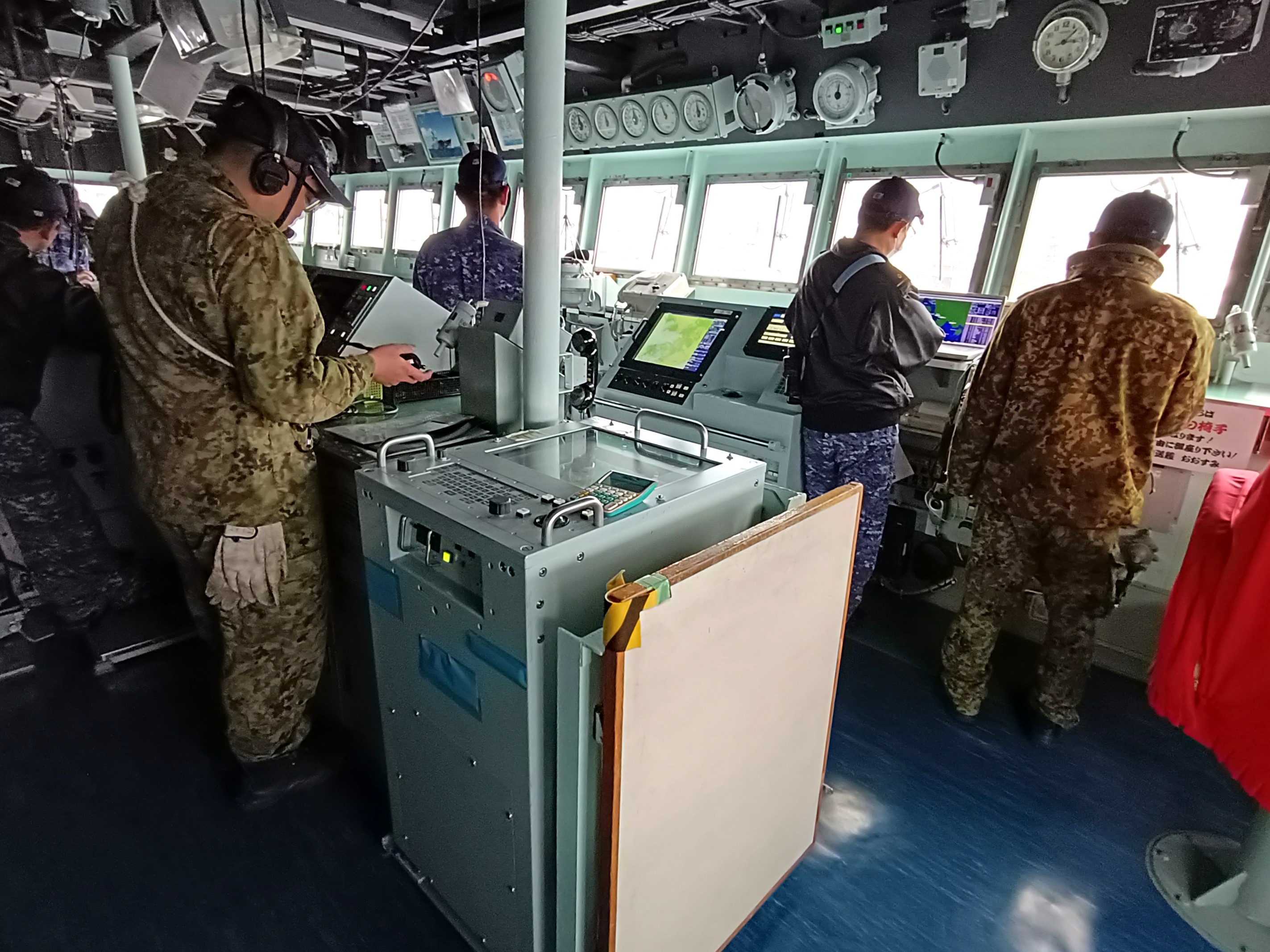
輸送艦で訓練を受ける陸上自衛隊員

中期防衛力整備計画（平成31年度～令和5年度）（31中期防）で新編が示された部隊である。
日本において、有事の際の離島防衛や、占拠を許してしまった場合の奪還には、水陸機動団の迅速な展開が必要となる。しかし、海上自衛隊が2025年（令和7年）1月時点で保有する輸送艦は3隻のみであり、防衛省幹部によると「部隊の輸送に加え補給物資などを運ぶことを考えると数が足りない」としていた。また、海上自衛官は自衛官全体からみて2割弱に過ぎず、人手不足が原因で特定秘密の不適切取り扱い問題も発生していた。
そこで、防衛省は2025年（令和7年）3月、海上輸送に特化した部隊として本部隊を創設するが、先だって2022年（令和4年）夏頃より、陸上自衛隊員を海上自衛隊の輸送艦くにさきなどに配属しての訓練が開始された。
既存の海自輸送艦や空自輸送機、民間船舶のPFIなどと組み合わせて統合運用することで、海上輸送力を強化。南西諸島の防衛力強化を進めるうえで、部隊や装備品を運ぶ能力が不足している現状の改善を図る。

## 運用
広島県呉基地に司令部および各輸送隊が置かれている。このうち、LCUを運用する第2海上輸送隊については、2025年（令和7年）度末までに兵庫県神戸市にある阪神基地に移転する。
また、本部隊は、統合運用の観点から共同の部隊として発足するが、部隊の構成や運用については、陸上自衛隊が主体となって行う。ただし艦長については、当面の間海上自衛官が務める。

## 沿革
- 2018年（平成30年）12月18日：31中期防において、共同の部隊として海上輸送部隊1個群を新編する計画と、中型級船舶（LSV）および小型級船舶（LCU）を導入する計画が示された[6]。
- 2021年（令和03年）2月16日：防衛大臣記者会見において、2023年（令和5年）度末に向けた海上輸送部隊新編及びLSV1隻とLCU3隻の配備計画が示された。またこの時、これらの船舶の保有先は未定とされた[15]。
- 2022年（令和04年）夏頃：海上自衛隊輸送艦において、陸上自衛隊員の訓練が開始された[9]。
- 2023年（令和05年）8月：2024年（令和6年）度概算要求において、「自衛隊海上輸送群（仮称）」の新編が示された[5]。
- 2024年（令和06年）12月27日：防衛省の令和7年度予算案において、2027年（令和7年）度までにLSV2隻、LCU4隻、機動舟艇4隻の取得予定が示された[16]。
- 2025年（令和07年）
  - 3月14日：自衛隊の共同部隊に自衛隊海上輸送群を追加する「防衛省組織令等の一部を改正する政令」が公布された[17]。
  - 3月21日：「艦船等国籍票」が自衛隊が運用する船舶すべてに適用されるように「自衛隊法施行規則」を改正する省令が公布された[18]。

自衛隊海上輸送群
- 2025年（令和07年）
  - 3月24日：自衛隊海上輸送群が新編。
  - 4月6日：編成完結式および輸送艦「にほんばれ」の引き渡し式が呉基地において挙行[19][20]。
  - 5月30日：輸送艦「ようこう」が就役し、引き渡し式および自衛艦旗授与式が呉基地において挙行された[21][22]。

## 部隊編成
- 自衛隊海上輸送群司令部（呉基地）[23][24]
- 第1海上輸送隊[23][24]
  - 「ようこう」
- 第2海上輸送隊[23][24]
  - 「にほんばれ」

## 主要幹部
| 官職名               | 階級    | 氏名     | 補職発令日     | 前職                                                     |
| -------------------- | ------- | -------- | -------------- | -------------------------------------------------------- |
| 自衛隊海上輸送群司令 | 1等陸佐 | 馬場公世 | 2025年03月24日 | 陸上自衛隊輸送学校研究部長 →2024.3.18 中部方面総監部勤務 |

| 代 | 階級    | 氏名     | 在職期間              | 出身校・期 | 前職                                                     | 後職 | 備考 |
| -- | ------- | -------- | --------------------- | ---------- | -------------------------------------------------------- | ---- | ---- |
| 01 | 1等陸佐 | 馬場公世 | 2025年03月24日 - 0000 | 防大47期   | 陸上自衛隊輸送学校研究部長 →2024.3.18 中部方面総監部勤務 |      |      |

## 艦艇一覧
島嶼部への輸送機能を強化するため、2027年（令和9年）度までに中型級船舶（LSV）2隻、小型級船舶（LCU）4隻、機動舟艇4隻を取得する計画である。

### 輸送艦艇

#### 輸送艦（LSV）
| 艦名（型） | 画像               | 同型艦数  | 就役年 | 排水量                  | 同型艦               | 注釈 |
| ---------- | ------------------ | --------- | ------ | ----------------------- | -------------------- | --- |
| ようこう型 | 画像をアップロード | 2（計画） | 2025年 | 基準：3,500t 満載：不明 | ようこう（LSV-4101） | 2024年度、2027年度にそれぞれ1隻を取得予定。 数十台の車両を輸送でき、本州と奄美大島・沖縄本島などの間で輸送を行う。 |

#### 輸送艦（LCU）
| 艦名（型）   | 画像               | 同型艦数  | 就役年 | 排水量                  | 同型艦                 | 注釈 |
| ------------ | ------------------ | --------- | ------ | ----------------------- | ---------------------- | --- |
| にほんばれ型 | 画像をアップロード | 4（計画） | 2025年 | 基準：2,400t 満載：不明 | にほんばれ（LCU-4151） | 2024年度に1隻、2025年度に2隻、2027年度に1隻を取得予定。 十数台の車両を輸送可能であり、沖縄本島と宮古島・石垣島など離島への輸送を担う。 |

#### 機動舟艇
| 艦名（型） | 画像               | 同型艦数  | 就役年           | 排水量 | 同型艦 | 注釈                                                             |
| ---------- | ------------------ | --------- | ---------------- | ------ | ------ | ---------------------------------------------------------------- |
| 機動舟艇   | 画像をアップロード | 4（計画） | 2026年度（予定） | 不明   | -      | 2027年度までに4隻を取得予定。 離着岸が困難な小島への輸送を担う。 |